# Östrumelien
Östrumelien var en stat som bildades vid Berlinkongressen 1878 och bestod till 1885. Den omfattade södra Bulgarien och hade som huvudstad Plovdiv. 
Östrumelien bildades därför att de europeiska stormakterna ville förhindra bildandet av ett Storbulgarien, som å ena sidan skulle stå under ryskt inflytande, å andra sidan skulle försvåra handelsförbindelserna med Osmanska riket. Medan "Furstendömet Bulgarien", som bildades samtidigt, stod under ryskt inflytande, tänktes Östrumelien som en provins inom Osmanska riket. Konstruktionen varade inte länge och slutade med Bulgariens återförening den 6 september 1885.
Benämningen Östrumelien kom från den osmanska benämningen Rumelien för alla europeiska delar av det Osmanska riket.